# アンディ・リラ
アンディ・リラ（Andi Lila 、1986年2月12日 - ）は、アルバニア・ティラナ州カヴァヤ県カヴァヤ出身の元プロサッカー選手。元アルバニア代表。現役時代のポジションは、ディフェンダー(RSB)。

## クラブ経歴
地元クラブのKSベサ・カヴァヤでキャリアをスタート。2002年、16歳にして初出場を果たすとすぐにレギュラーを獲得した。
2007年1月にギリシャのイラクリス・テッサロニキFCに移籍したが、ポジション確保に苦しみ半年でKSベサ・カヴァヤに復帰。復帰後はキャプテンに就任しチームの3位フィニッシュに貢献した。.
2008年7月、幼少期からファンであったKFティラナに移籍、自身初となるカテゴリア・スペリオレ優勝を果たした。
2011年6月、再びギリシャに渡りPASヤニナFCに移籍。2015年1月、移籍ウインドー最終日にセリエAのパルマFCにレンタルに出された。

## 代表歴
U-17世代からアルバニア代表に招集されている。2007年11月21日開催のUEFA EURO 2008予選・ルーマニア戦でA代表初出場。

## タイトル
ティラナ
- カテゴリア・スペリオレ: 2008–09
- クパ・エ・シュチパリセ: 2010-2011